# Ficus sycomorus
Ficus sycomorus là một loài thực vật có hoa trong họ Moraceae. Loài này được L. mô tả khoa học đầu tiên năm 1753.

## Hình ảnh

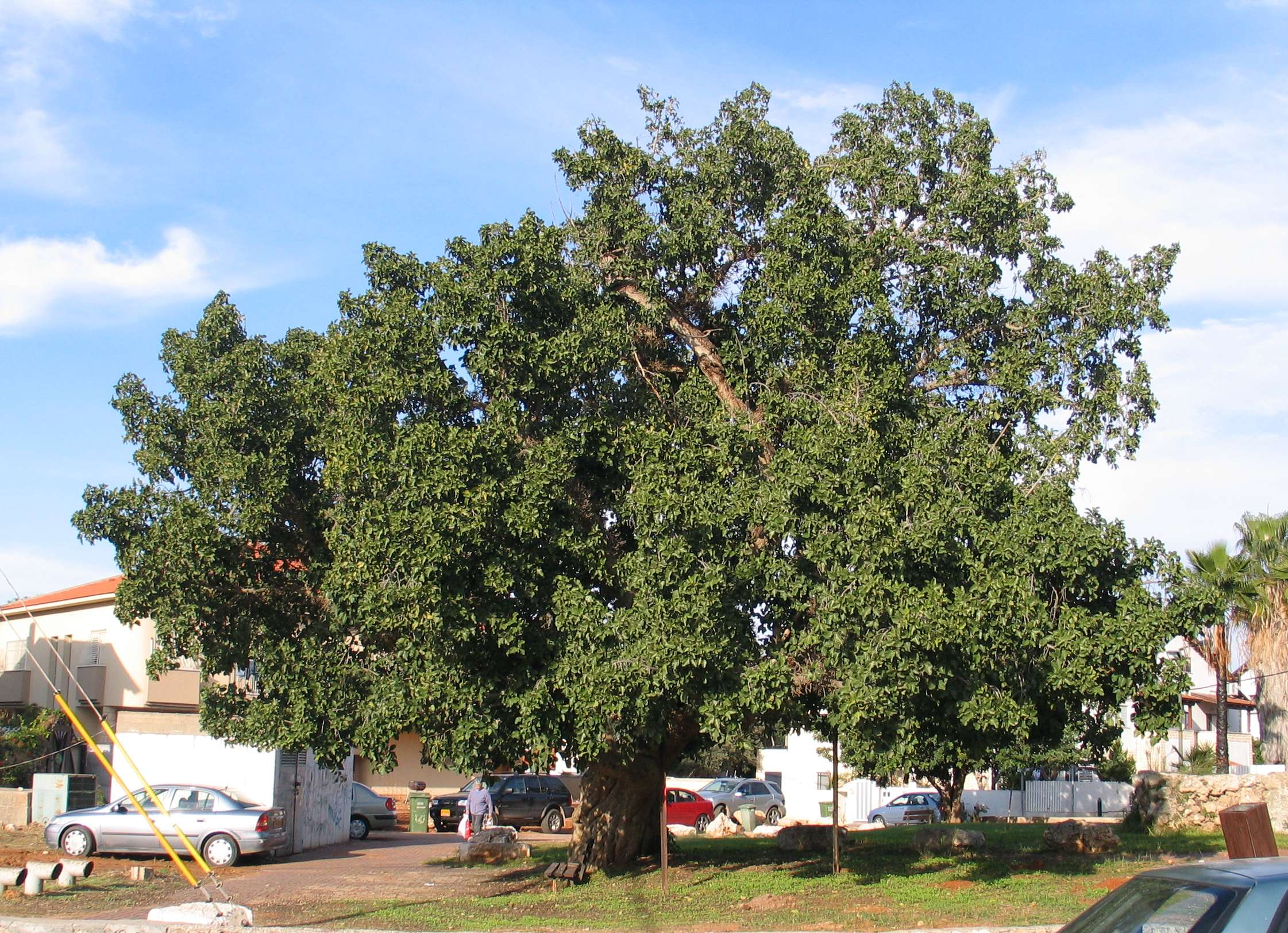
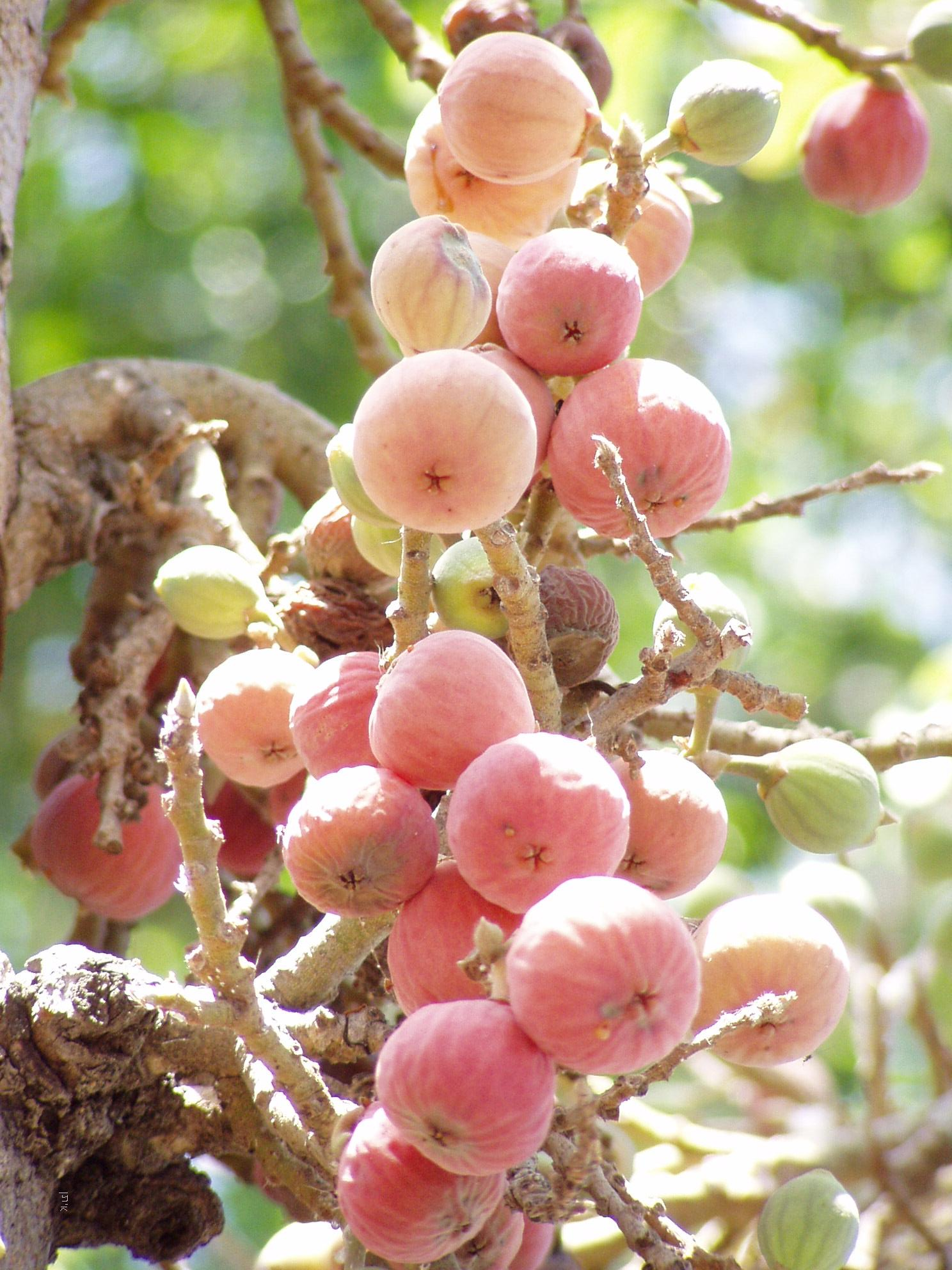
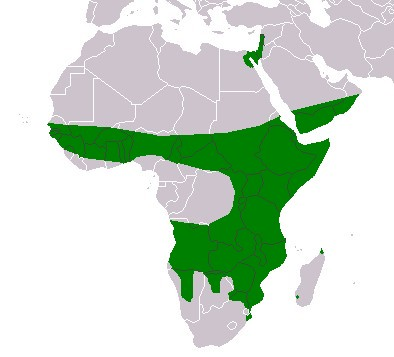
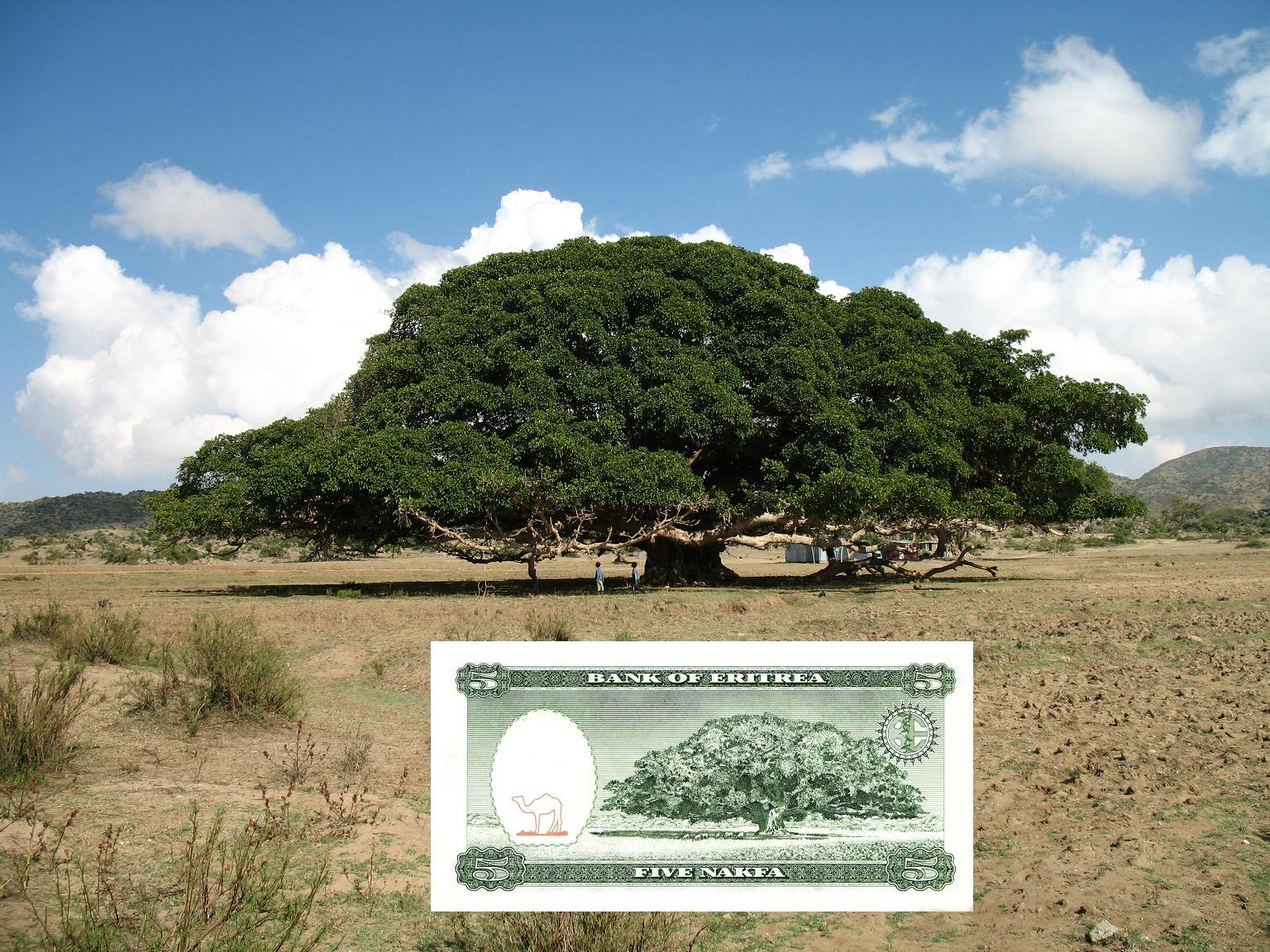